# HEAG-Baureihe ST14
Die Baureihe ST14 (Straßenbahn-Triebwagen 14) ist eine Serie von Straßenbahntriebwagen der Darmstädter Straßenbahn. Insgesamt besitzt die HEAG mobilo 18 Triebwagen dieses Typs, mit den Betriebsnummern 0775–0792. Mit der Indienststellung der ST14 wurden die Hochflur-Triebwagen der Serien ST10 und ST11 außer Dienst gestellt. Die Serie ist nach dem ST13 der zweite Niederflur-Straßenbahntyp in Darmstadt. Hersteller sind Alstom, Vossloh Kiepe sowie Bombardier Transportation. Alle Fahrzeuge sind Einrichtungsfahrzeuge. Ähnliche Fahrzeuge verkehren in Gera, Magdeburg und Braunschweig.

## Aufbau und Ausstattung
Ein Triebwagen ist 27,831 Meter lang und besteht aus drei Fahrzeugmodulen, wobei sich unter dem ersten und dem letzten jeweils ein zweiachsiges Triebdrehgestell und unter dem zweiten zwei doppelachsige Kleinradlaufdrehgestelle befinden. Die Gesamtantriebsleistung beträgt 4×95 kW, die Motoren sind wassergekühlt. Alle drei Fahrzeugmodule besitzen eine Doppelaußenschwenkschiebetür und der erste und letzte Wagen am vorderen und am hinteren Ende je eine Einzelaußenschwenkschiebetür.
Pro Fahrzeug gibt es 74 Sitz- und 89 Stehplätze, insgesamt können also 163 Personen befördert werden.
Die Haltestangen sind in allen Fahrzeugen aus Aluminium gefertigt. Im ersten und letzten Fahrzeugmodul sind die Fußböden am Ende erhöht, da dort die Fahrzeugmotoren untergebracht worden sind.

## Einsatz
Die ST14 sind in allen Linien, im Mischverkehr mit ST13 und ST12 sowie mit angehängten SB9, anzutreffen.
Im Jahr 2009 wurde der Wagen 0783 zusammen mit einem SB9 nach Gera ausgeliehen, um die Eignung einer solchen Zugbildung für das dortige Netz zu erproben.

## Namensgebung
Folgende ST14 sind nach Darmstädter Partnerstädten benannt:
- 0775 Alkmaar
- 0779 Nahariya[3]
- 0780 Chesterfield
- 0782 San Antonio
- 0786 Liepāja
- 0789 Troyes
- 0791 Uschhorod

## Bildergalerie

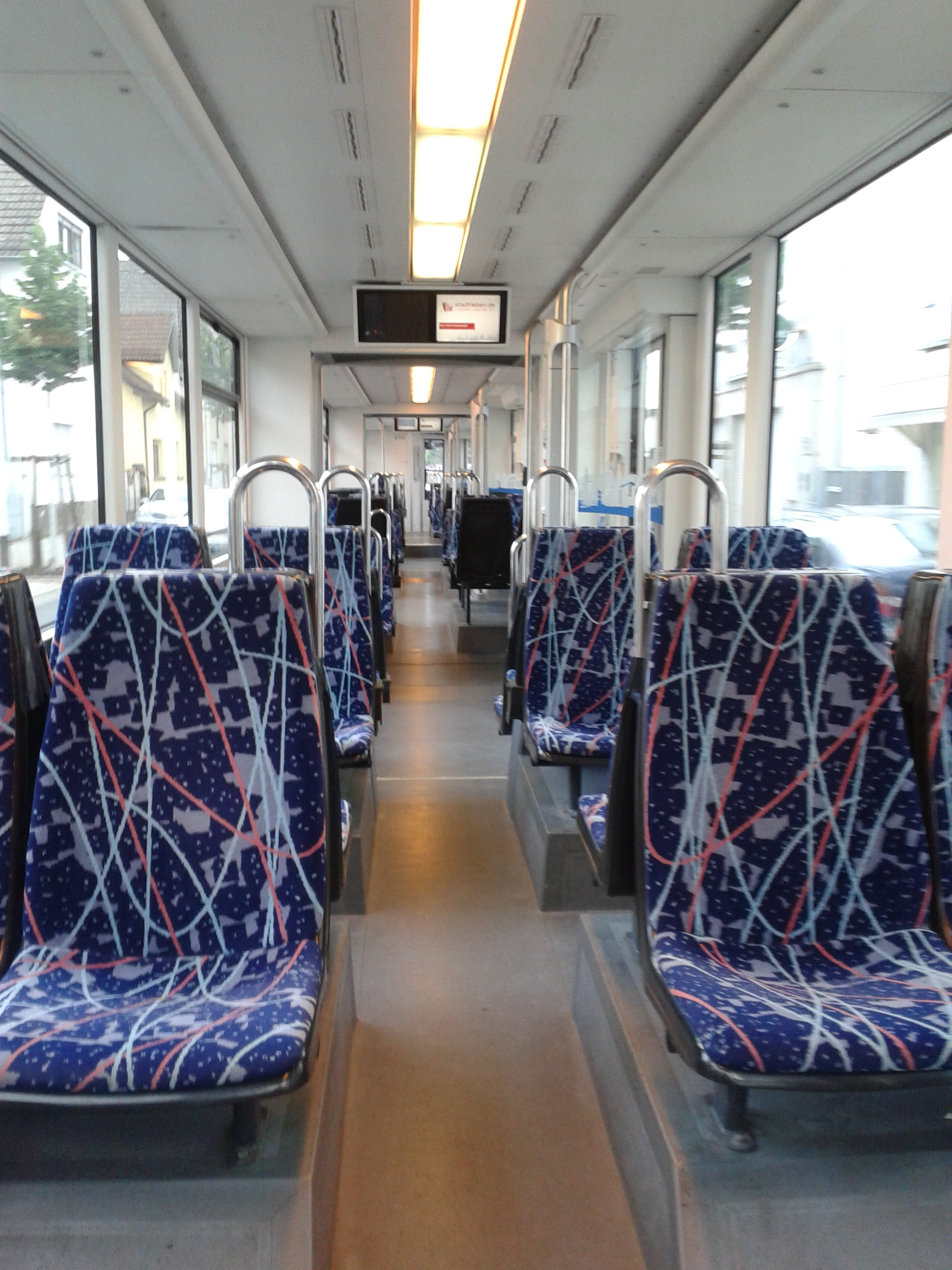
Innenraum eines ST14
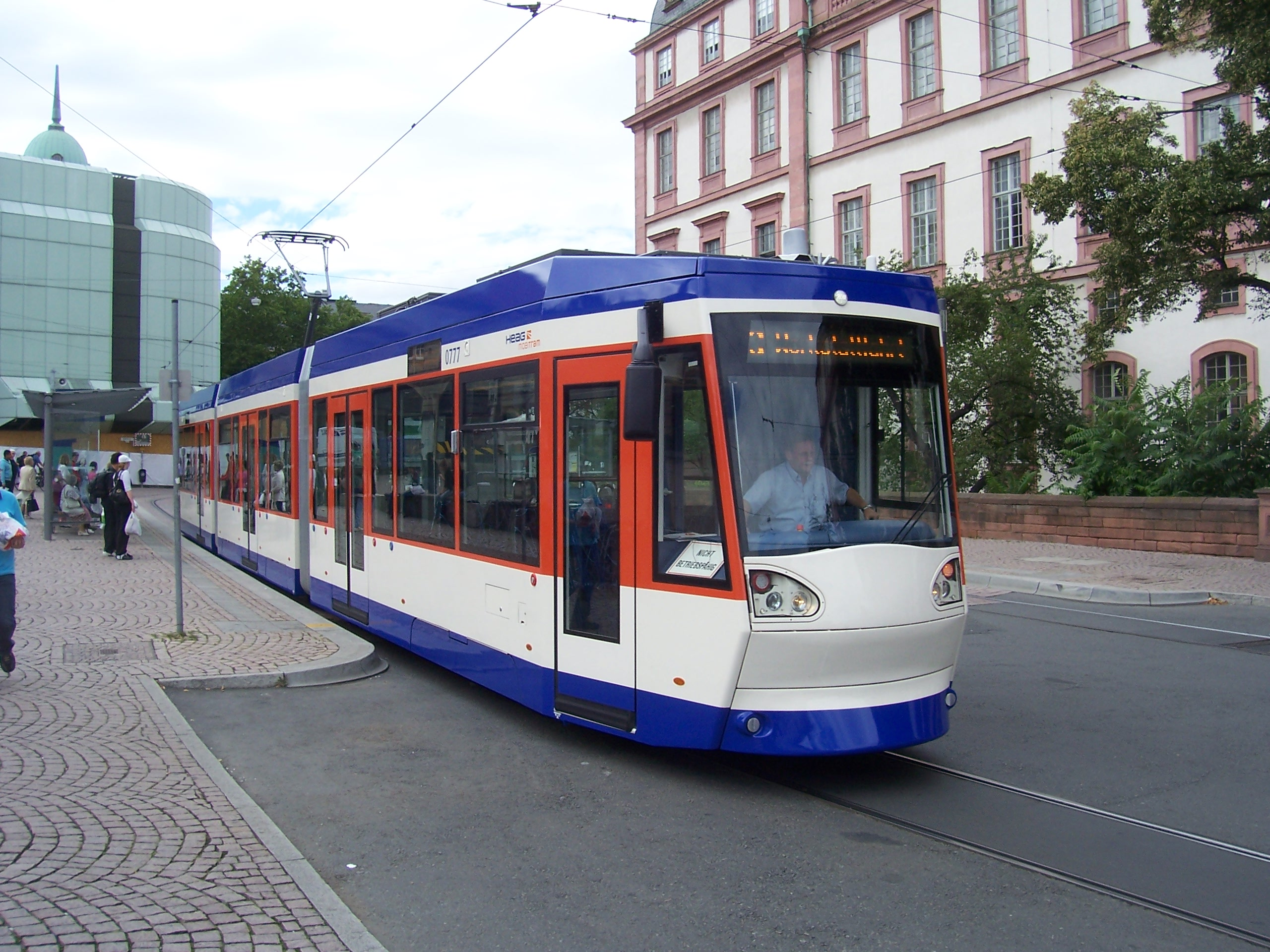
Triebwagen 0777 der Serie ST 14